# Астрильд-метелик савановий
Астрильд-метелик савановий (Uraeginthus angolensis) — вид горобцеподібних птахів родини астрильдових (Estrildidae). Мешкає в Центральній і Південній Африці.

## Опис

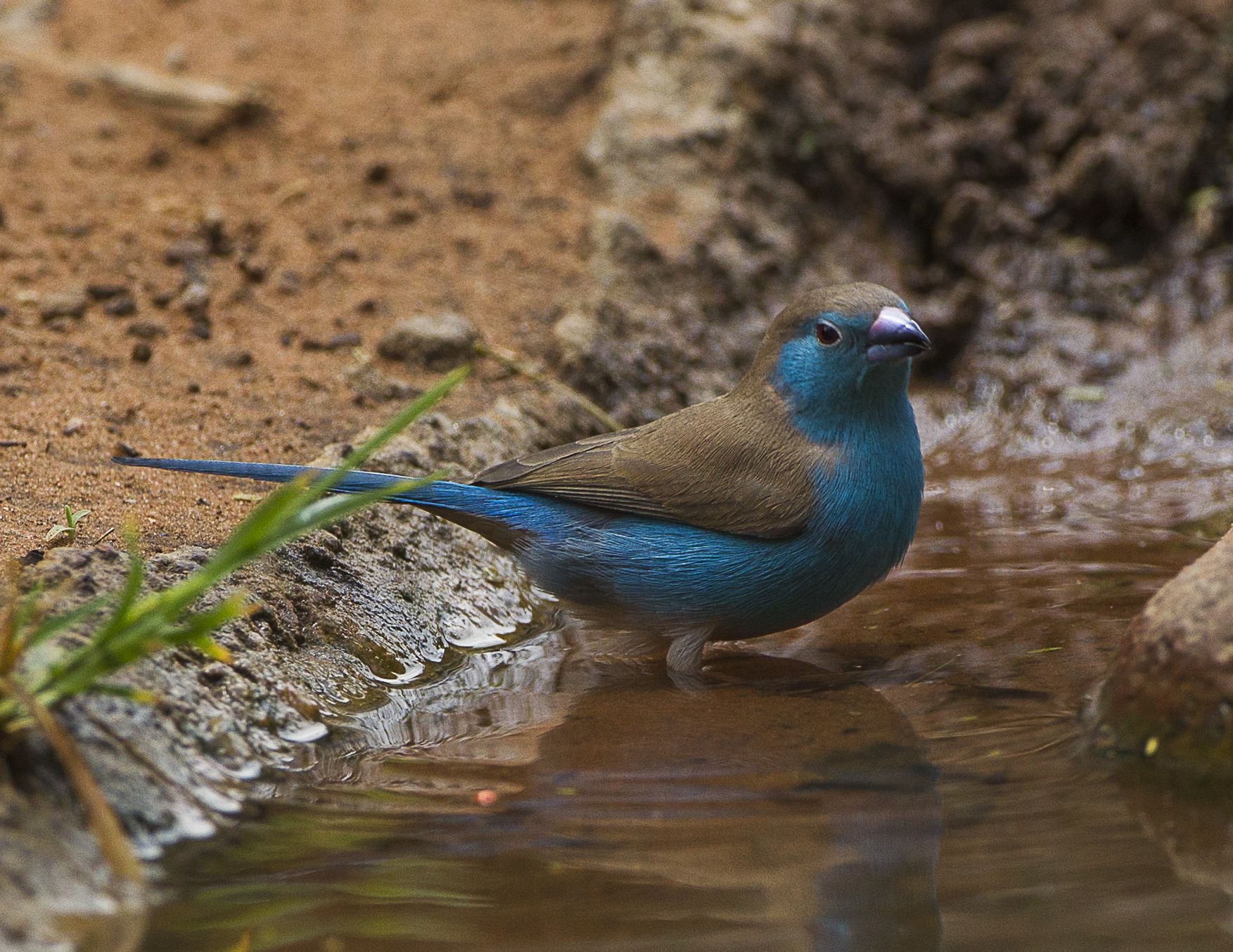
Савановий астрильд-метелик (Національний парк Мапунгубве, Лімпопо, ПАР)

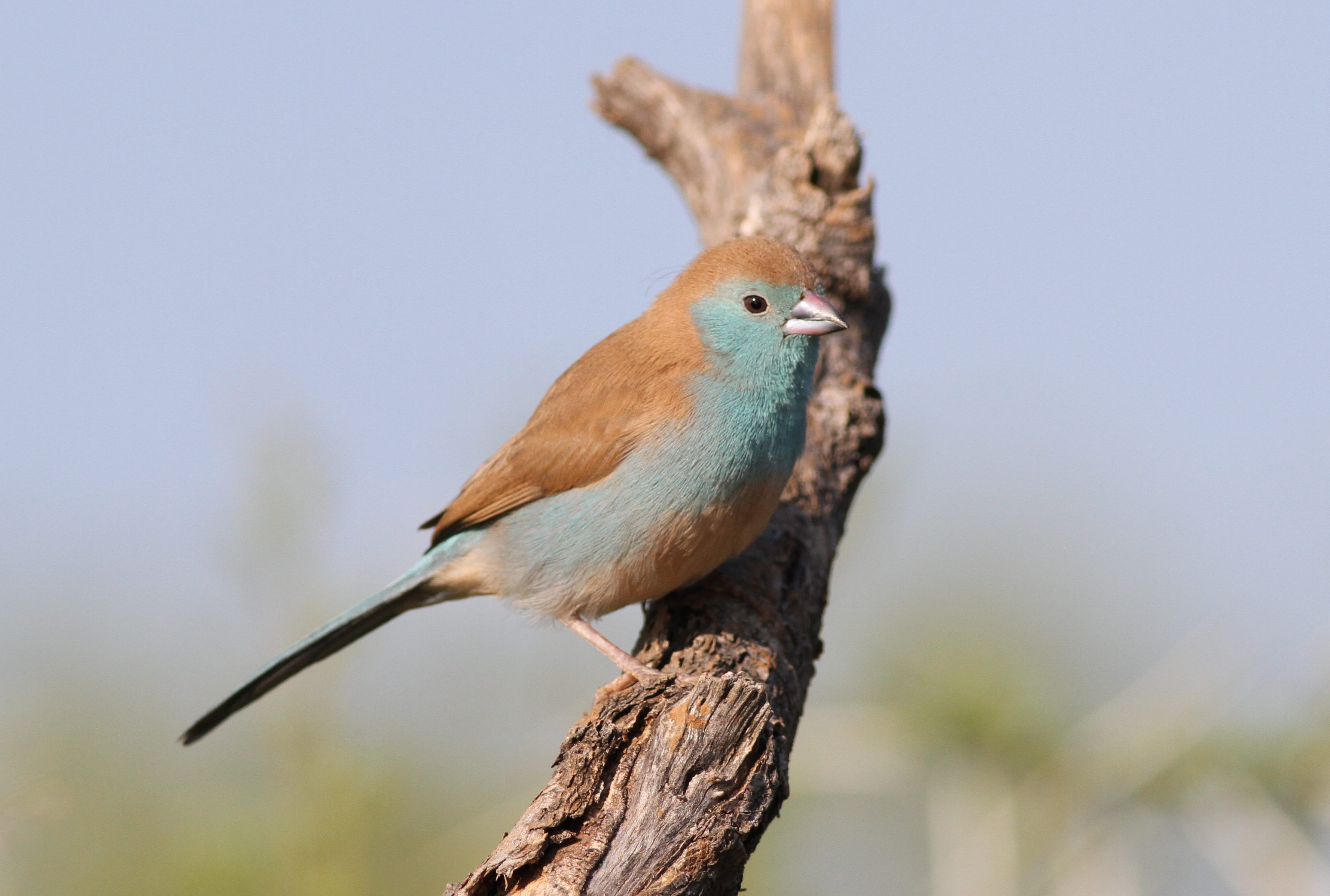
Національний парк Мапунгубве, Лімпопо, ПАР)

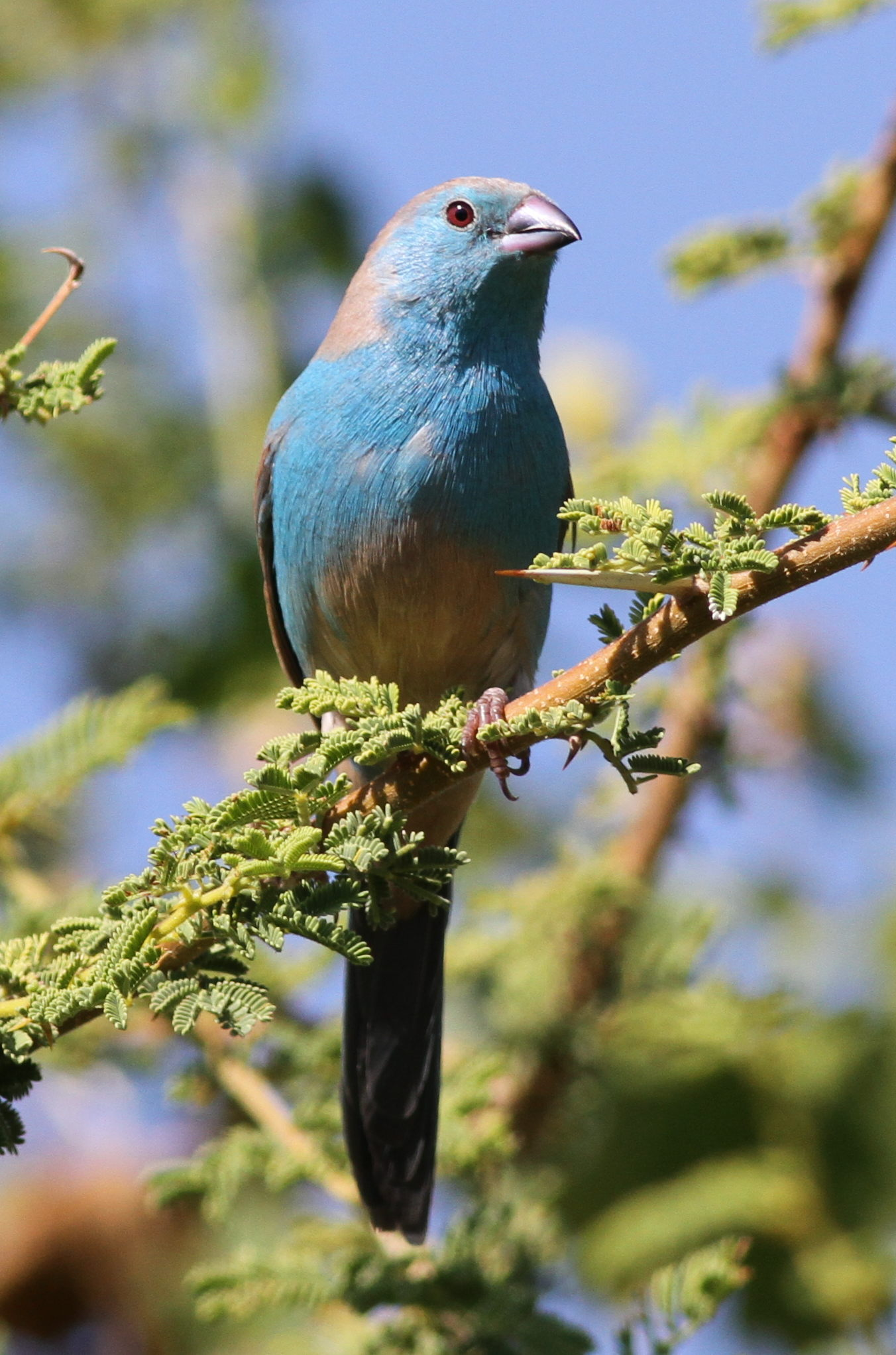
Савановий астрильд-метелик (Квазулу-Наталь, ПАР)

Довжина птаха становить 12-13 см. Голова і верхня частина тіла світло-коричневі, надхвістя і хвіст яскраво-бірюзово-блакитні. Обличчя, щоки і широкі "брови" над очима також яскраво-блакитні. Шия, груди і боки яскраво-блакитні, живіт і гузка охристі. Очі карі, дзьоб фіолетово-чорний, лапи тілесного кольору. Самиці мають дещо блідіше забарвлення, ніж самці. Представники різних підвидів вирізняються за інтесивністю блакитних частин оперення, представники підвиду U. a. niassensis мають найбільш яскраве забарвлення. 

## Підвиди
Виділяють три підвиди:
- U. a. angolensis (Linnaeus, 1758) — південний захід ДР Конго, північ Анголи і північний схід Замбії, острів Сан-Томе;
- U. a. cyanopleurus Wolters, 1963 — південь Анголи, південний захід Замбії, північний захід Зімбабве і північ Ботсвани;
- U. a. niassensis Reichenow, 1911 — від східної Танзанії до центральної і східної Замбії, Малаві, Мозамбіку, південного Зімбабве і сходу ПАР.

## Поширення і екологія
Саванові астрильди-метелики мешкають в Танзанії, Демократичній Республіці Конго, Анголі, Замбії, Зімбабве, Малаві, Мозамбіку, Намібії, Ботсвані, Есватіні, Південно-Африканській Республіці та на Сан-Томе і Принсіпі. Вони живуть в акацієвих саванах, де ростуть Vachellia tortilis, а також в мопане, зустрічаються в акацієвих рідколіссях і галерейних лісах, в садах і на околицях людських поселень. Зустрічаються поодинці, парами або невеликими зграйками до 10 птахів, іноді приєднуються до змішаних зграй птахів разом з мельбами. Там, де ареал саванових астрильдів-метеликів перетинається з ареалом червонощоких астрильдів-метеликів, вони віддають перевагу більш сухих і відкритим місцевостям.
Саванові астрильди-метелики живляться насінням трав, яке збирають з землі або прямо з колосків, віддаючи перевагу ще зеленому насінню. Крім того, вони доповнюють раціон термітами та іншими комахами, іншими дрібними безхребетними, ягодами, плодами Boscia albitrunca і пагонами.
Саванові астрильди-метелики розмножуються протягом всього року, однак пік гніздування у них припадає на завершення сезону дощів. Самці приваблюють самиць в характерний для астрильдових спосіб — виконують демонстраційні танці, присідаючи перед самицями, тримаючи в дзьобі травинку або перо і водночас співаючи. Гніздо кулеподібне з бічним входом, робиться самицями зі стебел трави, встелюється пір'ям, розміщується в густій рослинності, часто поряд з гніздом ос Belonogaster juncea. Іноді птахи використовують покинуті гнізда чорноволих нектарців, чорногорлих ткачиків і чорноволих приній. В кладці від 3 до 5 білуватих яєць. Інкубаційний період триває 13-14 днів, насиджують і самиці і самці. Пташенята покидають гніздо через 18-20 днів після вилуплення, однак батьки продовжують піклуватися про них ще два тижні.